# 헤리에달렌시

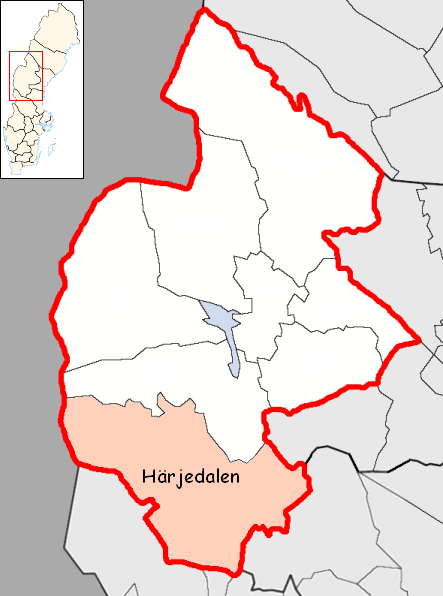
헤리에달렌 시의 위치

헤리에달렌시(스웨덴어: Härjedalens kommun)는 스웨덴 옘틀란드주에 위치한 지방 자치체로 행정 중심지는 스베그이며 면적은 11,859.62km2, 인구는 10,200명(2016년 12월 31일 기준), 인구 밀도는 0.86명/km2이다.

시 문장